# Royson Vincent
Royson A.L. Vincent (* 2. März 1996) ist ein malaysischer Mittelstreckenläufer, der sich auf den 800-Meter-Lauf spezialisiert hat.

## Sportliche Laufbahn
Erste internationale Erfahrungen sammelte Royson Vincent im Jahr 2017, als er bei den Südostasienspielen in Kuala Lumpur in 1:50,76 min die Bronzemedaille hinter dem Vietnamesen Dương Văn Thái und Marco Vilog von den Philippinen gewann. Auch zwei Jahre darauf gewann er bei den Südostasienspielen in Capas in 1:50,68 min die Bronzemedaille hinter dem Vietnamesen Dương Carter Lilly von den Philippinen.
2018 und 2019 wurde Vincent malaysischer Meister im 800-Meter-Lauf.

## Persönliche Bestleistungen
- 800 Meter: 1:50,56 min, 18. August 2019 in Kuala Lumpur